# Otto Heinrich Frank
Otto Heinrich Frank (Frankfurt del Main, 12 de maig de 1889 - Birsfelden, Suïssa, 19 d'agost de 1980) fou un jueu alemany, pare d'Anne Frank i de Margot Frank.
La família visqué en una comunitat mixta de ciutadans jueus i no jueus, i les nenes cresqueren amb amics de confessió catòlica, protestant i jueva. Els Frank eren jueus reformistes: practicaven moltes de les tradicions de la fe jueva, però sense observar el conjunt dels costums. De la família, Edith era la més aplicada en la pràctica de la religió. Otto Frank, antic oficial alemany condecorat durant la Primera Guerra Mundial, volia continuar els seus estudis i posseïa una important biblioteca. Els pares es preocuparen de desenvolupar i donar suport a les lectures de les seves filles.
El mes de març de 1933 se celebraren les eleccions per renovar el consell municipal de Frankfurt que permeteren que el partit nazi d'Adolf Hitler prengués el poder. Amb aquest ambient polític, les manifestacions antisemites van succeir-se immediatament, i els Frank van començar a témer per la seva seguretat si restaven a l'Alemanya nazi. Més tard, el mateix any, Edith i les nenes van tornar a Aquisgrà per viure amb Rosa Holländer, la mare d'Edith. Otto Frank es quedà a Frankfurt, però després de rebre una oferta per un assumpte de negocis a Amsterdam, organitzà i preparà la rebuda de la seva família.
Otto Frank començà a treballar a Opekta Works, una societat que venia la pectina extreta de les fruites, i trobà un pis a Merwedeplein, als afores d'Amsterdam. El febrer de 1934, Edith i els nens van arribar a Amsterdam i les dues filles foren inscrites a l'escola. Margot fou inscrita en una escola pública i Anna en una de Pedagogia Montessori. Margot destacà en aritmètica i Anna descobrí les seves aptituds per la lectura i per l'escriptura. Anna i Margot tenien dues personalitats ben diferents: Margot era reservada i estudiosa, mentre que Anna era expressiva, enèrgica i extravertida.
L'any 1939, la mare d'Edith anà a viure amb els Frank i es quedà amb ells fins a la seva mort el gener de 1942. El maig de 1940, Alemanya envaí els Països Baixos i el govern d'ocupació començà a perseguir els jueus instaurant lleis repressives i discriminatòries. La inscripció obligatòria i la segregació dels jueus s'estengué ràpidament. Margot i Anna, tot i destacar en els seus estudis i tenir nombrosos amics, van ser inscrites al Liceu Jueu en l'aplicació d'un decret que establia que els nens jueus només podien seguir els cursos en escoles jueves.